# Hochseiler
Der Hochseiler (auch Hochsailer) ist ein 2793 m ü. A. hoher Berg im Hochkönigstock in den Berchtesgadener Alpen. Er liegt auf der Grenze zwischen dem Bezirk Zell am See und dem Bezirk St. Johann im Pongau im österreichischen Land Salzburg.
Der Gipfel kann von Norden über den Mooshammersteig oder von den Teufelslöchern über die Übergossene Alm über den Südostgrat erreicht werden (Schwierigkeitsgrad I–II).

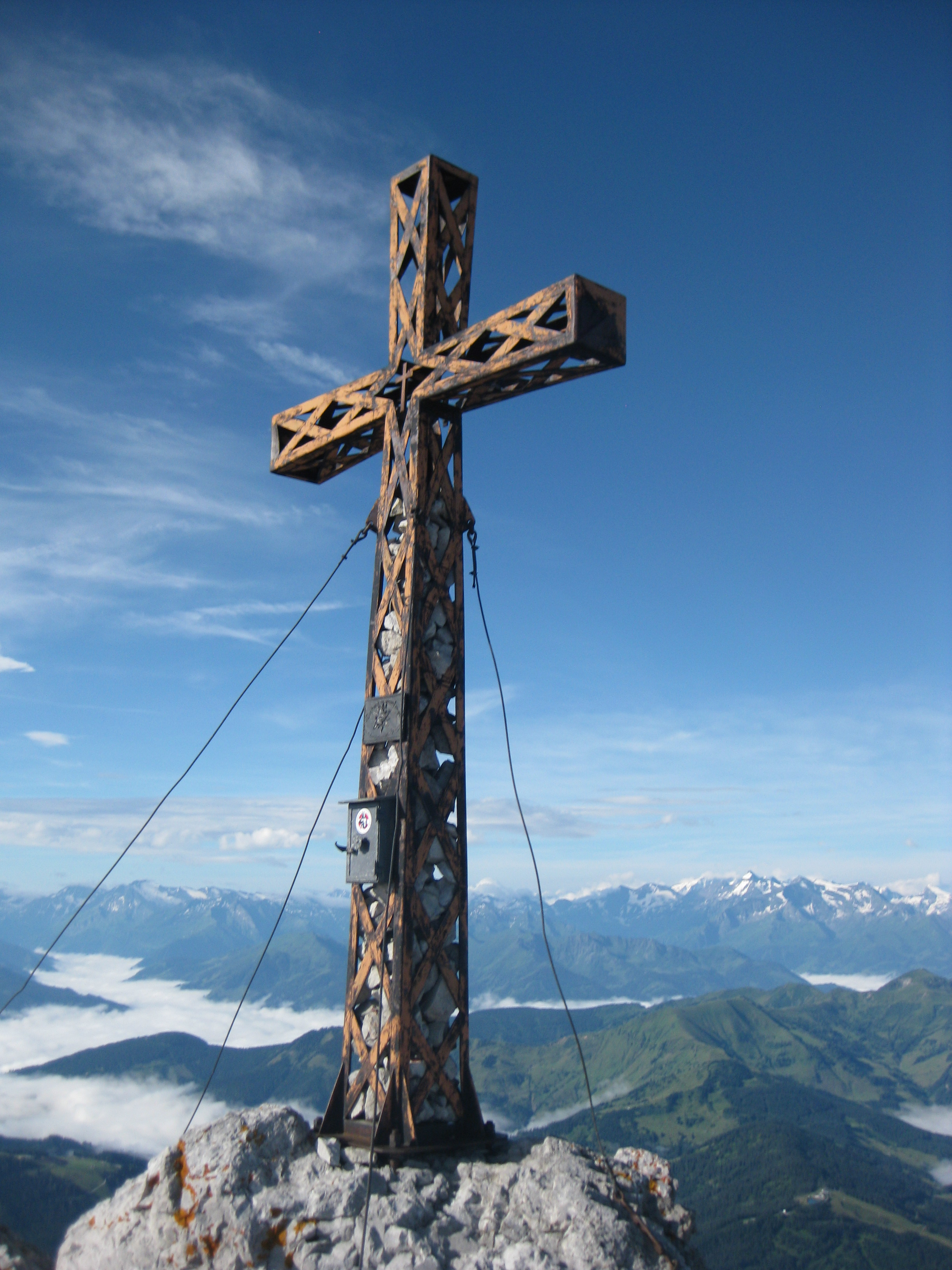
Gipfelkreuz